# Draußen am See
Draußen am See ist ein deutsches Filmdrama aus dem Jahr 2009.

## Handlung
Die vierzehnjährige Jessika lebt in einer vierköpfigen Familie. Das in sich zurückgezogene Mädchen genießt die Geborgenheit der Eintönigkeit, die nur durch die gemeinsamen Fahrten der Familie zu einer Laube an einem See unterbrochen wird. Als der Vater arbeitslos wird, bricht die Idylle auseinander. Die Mutter Tine wird zur Versorgerin der Familie und Jessika muss dabei zusehen, wie ihr Vater nach und nach verwahrlost. Ohne ihrer Familie etwas davon zu sagen, wird Tine schwanger. Als das Kind zur Welt kommt, wird es von ihr getötet und von Ernst anschließend auf dem Grundstück der Laube vergraben und einbetoniert. Jessika und ihre Schwester ziehen bei ihren Eltern aus und suchen sich eine gemeinsame Wohnung. Zuletzt meldet Jessika das Grab des Kindes der Polizei.

## Auszeichnungen
Auf dem Filmfest München wurde der Film zweifach mit dem Förderpreis Deutscher Film ausgezeichnet. Der Film gewann in den Kategorien „Produktion“ und „Schauspiel weiblich“. Die Jury bestand aus der Regisseurin Caroline Link, dem Produzenten Uli Aselmann und dem Schauspieler Maximilian Brückner.
Bei den Biberacher Filmfestspielen erhielt Draußen am See sowohl den „Debütbiber“ als auch den „Schülerbiber“.

## Kritiken
„Denn trotz des erkennbaren Bemühens um eine künstlerische Handschrift kommt der Film nicht immer über ein gut gemachtes Fernsehformat hinaus. Dazu sind die Charaktere einfach zu holzschnittartig angelegt, vor allem die des Vaters, der fast schon bemitleidenswert eindimensional agieren muss.“

„Daraus destilliert er [Felix Fuchssteiner] mitunter die Karikatur einer dysfunktionalen Familie und die durchweg guten Darsteller sind damit beschäftigt, die eindimensionalen Eigenschaften, mit denen sie das Drehbuch etikettiert, zu überwinden – was am besten Elisa Schlott mit ihrem sensiblen Spiel gelingt. Dennoch hat das überfrachtete Porträt einer nachgerade geistlosen Mittelschicht, die es schafft, durchs Leben zu lavieren, ohne ein einziges Mal bedacht oder ehrlich zu sein, starke Seiten.“